# Bulbophyllum plicatum
Bulbophyllum plicatum är en orkidéart som beskrevs av Jaap J. Vermeulen. Bulbophyllum plicatum ingår i släktet Bulbophyllum och familjen orkidéer. Inga underarter finns listade i Catalogue of Life.